# Amtsgericht Schongau

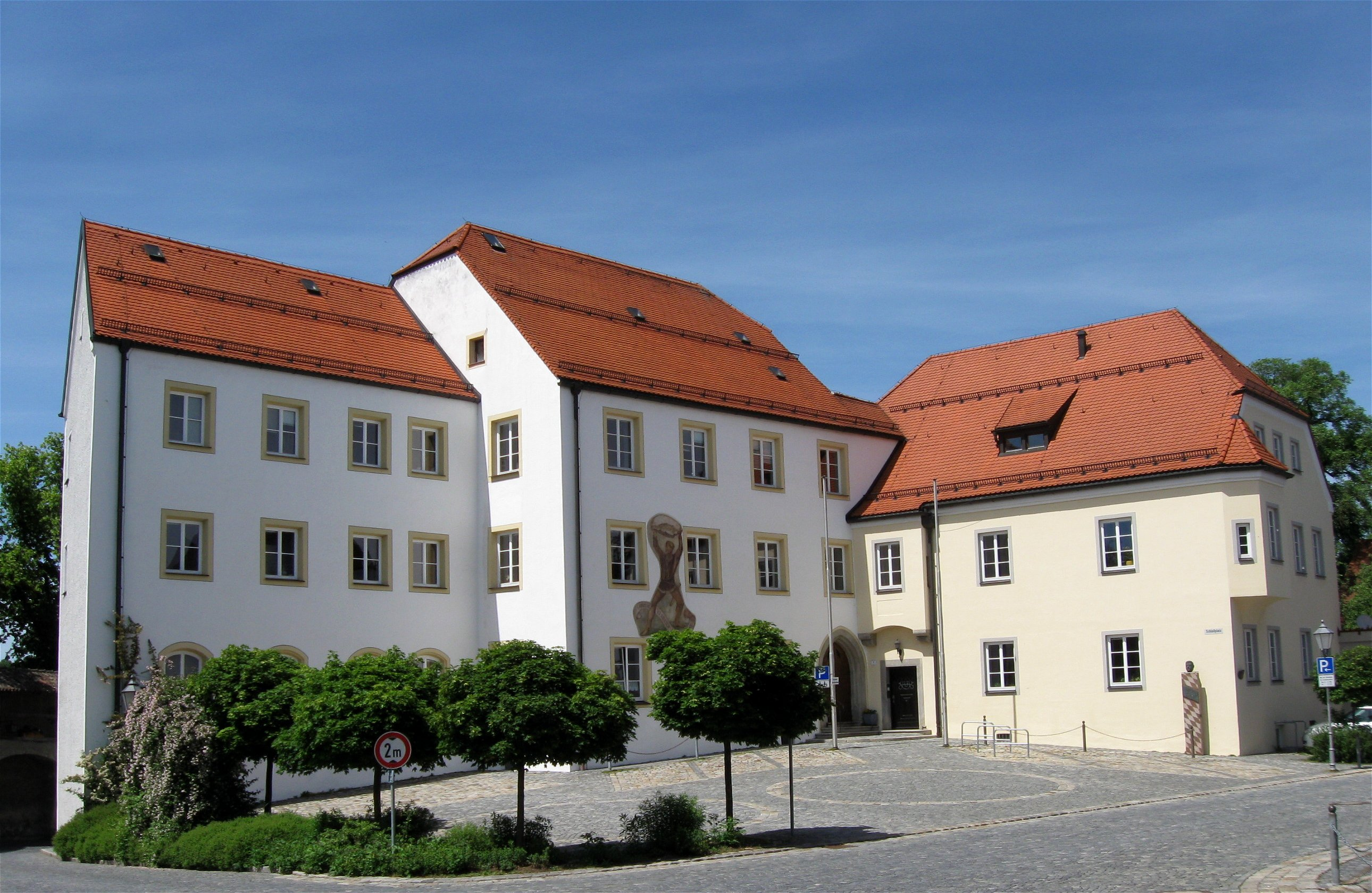
Ehemaliges Amtshaus am Schlossplatz 1

Das Amtsgericht Schongau war von 1879 bis 1973 ein Gericht der ordentlichen Gerichtsbarkeit in Schongau in Bayern. Bis 2009 war es noch Zweigstelle des Amtsgerichts Weilheim.

## Geschichte
Mit Inkrafttreten des Gerichtsverfassungsgesetzes am 1. Oktober 1879 wurde ein Amtsgericht in Schongau gebildet, dessen Sprengel identisch mit dem vorherigen Landgerichtsbezirk Schongau war. Es war dem Landgericht Kempten unterstellt. Das Amtsgericht wurde 1973 aufgelöst und war bis 2009 Zweigstelle des Amtsgerichts Weilheim. Der Sprengel ist heute dem Amtsgericht Weilheim zugeordnet.